# Kóan japán császár
Kóan császár (孝安天皇, Hepburn átírással Kōan-tennō), más néven Jamatotarasihikokuniosihito no Mikoto, Japán hatodik császára volt a hagyományos öröklési rend szerint.
Életének és uralkodásának pontos dátumait homály fedi. A hagyomány szerint i. e. 392 és 291 között uralkodott.

## Élete
Manapság a történészek kétségbe vonják az első kilenc japán császár létezését. Többek szerint Szuizei leszármazottja Szuidzsin lehetett az első, aki valóban élt és uralkodott. Az ő későbbi generációk által adott posztumusz neve lett Kóan tennó.
Kóant a történészek "legendás császárként" jellemzik, életéről csekély mennyiségű forrás áll rendelkezésünkre. Kinmei, a 29. császár (i. sz. 509 k.-571) az első, akinek nevéhez a modern történetírás konkrét évszámokat rendel, noha a korai császárok hagyományosan elfogadott neveit és a velük kapcsolatos évszámokat Kanmu császár (737-806; a Jamato dinasztia 50. uralkodója) uralmáig nem ismerték el.
A Kodzsikiben és a Nihonsokiban mindössze a neve és származása kerül említésre. Úgy tartják, Kósó császár és Joszotarasi no hime (Okicujoszo lánya, az Ovari őse) gyermekeként jött a világra. Kóant a japánok hagyományosan elismerik, mint császárt, ezt bizonyítandó egy miszaszagit, azaz sintó szentélyt is fenntartanak a tiszteletére, annak ellenére, hogy semmi konkrét bizonyíték nem került elő, ami azt igazolná, hogy létező uralkodóról van szó. Kóant úgy ismerik, mint az ötödik olyan császárt akinek nevéhez konkrét legendák nem fűződnek. Összesen nyolc ilyen császárról van tudomásunk (欠史八代, Kessi-hacsidai).
Dzsien (1155-1225; költő, buddhista szerzetes) írásai szerint Kósó császár második fia volt, és Akicusima no miya palotájából, a később Jamato provinciaként ismert Muroban uralkodott.
Kóan császár posztumusz nevet visel, mely minden kétséget kizáróan kínai eredetű és buddhista vonatkozású. Ebből arra következtethetünk, hogy e név használata évszázadokkal a császár vélt uralkodása után lépett életbe, körülbelül a Kodzsiki, a Yamato dinasztia legendás eredettörténetének keletkezése idején.
Kóan sírjának pontos helye nem ismert, de tiszteletére egy miszaszagit, azaz shinto emlékhelyet tartanak fenn Narában.
A Császári Udvartartási Hivatal Kóan mauzóleumaként jegyzi a helyet, korábban a Tamate no oka no e no miszaszagi nevet viselte.

Japán császári címere — stilizált krizantém

## Házastársak és gyermekek
Császárné: Osihime (押媛), Amatarasikuniosihito (天足彦国押人命) lánya
- Ókibi no Morosusumi herceg (大吉備諸進命)
- Ójamatonekohikofutoni herceg (大日本根子彦太瓊尊) későbbi Kórei császár

## Fordítás
- Ez a szócikk részben vagy egészben  az   Emperor Kōan című angol Wikipédia-szócikk ezen változatának fordításán alapul.  Az eredeti cikk szerkesztőit annak laptörténete sorolja fel. Ez a jelzés csupán a megfogalmazás eredetét és a szerzői jogokat jelzi, nem szolgál a cikkben szereplő információk forrásmegjelöléseként.